# 南哈施泰特
南哈施泰特是德国石勒苏益格－荷尔斯泰因州的一个市镇。总面积15.74平方公里，总人口860人，其中男性421人，女性439人（2011年12月31日），人口密度55人/平方公里。